# エセックス・ジョンソン
エセックス・ジョンソン（Essex Johnson 1946年10月15日- ）はルイジアナ州シュリーブポート出身のアメリカンフットボール選手。ポジションはランニングバック。

## 経歴
グランブリング州立大学から1968年当時、AFLに加入したシンシナティ・ベンガルズにドラフトで指名されて入団した。ドラフトされた当初はディフェンシブバックであったがランニングバックにコンバートされた。
1972年、チームトップの825ヤードを走った。
1973年、いったんはシーズン1,000ヤードを越えたものの、シーズン最後のプレーで5ヤードをロスし、997ヤードの獲得でシーズンを終えた。
1974年、故障のため19回のランでわずか44ヤードにとどまった。
1975年7月、右ひざの故障のため過去18ヶ月に2度手術を行った彼はベンガルズから解雇された。この際、ポール・ブラウンヘッドコーチは医師よりジョンソンがフットボールを続けた場合のリスクを指摘されたという。しかしその後ベンガルズと再契約を結びプレーを続けた。
1976年にNFLに加入したタンパベイ・バッカニアーズにエクスパンション・ドラフトで指名されて加入、47回のキャリーでチーム3位の166ヤードを走った。翌1977年2月、バッカニアーズから解雇されている。